# Круизные суда класса Seaside
Класс Seaside — класс круизных судов, принадлежащих и управляемыми итальянской компанией MSC Cruises. Первый корабль серии MSC Seaside вступил в эксплуатацию в Карибском море в декабре 2017 года. Последний в серии четвёртый корабль MSC Seascape в эксплуатацию в ноябре 2022 года. Все корабли имеют в названиях слово sea - морской. Третий и четвёртый корабли относятся к модернизированному подклассу Seaside EVO и являются самыми большими и технологически продвинутыми судами, когда-либо построенными в Италии, а также самыми длинными лайнерами во флоте компании.

## Корабли
Первые два судна MSC Seaside и MSC Seaview были заказаны в мае 2014 года стоимостью 700 миллионов долларов США., закончив работы в ноябре 2017 года над первым судном и в мае 2018 года над вторым.
В ноябре 2017 года объявила о заказе модернизированных судов MSC Seashore и MSC Seaside на сумму €1.8 миллиарда.
| Год  | Название корабль | Водоизмещение, брт | Флаг   |
| ---- | ---------------- | ------------------ | ------ |
| 2017 | MSC Seaside      | 153 516            | Мальта |
| 2018 | MSC Seaview      | 153 516            | Мальта |
| 2021 | MSC Seashore     | 170 412            | Мальта |
| 2022 | MSC Seascape     | 170 412            | Мальта |

## Проект
Класс Seaside основан на проекте Mille компании Fincantieri и суда строились на её верфи в Монфальконе..
Первые два корабля имеют 19 палуб и валовую вместимость 153 516 брт, длину 323 метра, осадку 8,8 метров и ширину 41 метр. Максимальная пассажировместимость составляет 5 119, при этом экипаж составляет 1 413 человек.
Вторые два корабля подкласса Seaside EVO имеют 20 палуб и валовую вместимость 169 380 брт, длину 339 метров (при тех же осадке и ширине) Максимальная пассажировместимость составляет 5 877, при этом экипаж составляет 1 648 человек.
Суда имеют 19 и 20 (в т.ч. 13 и 14 пассажирских) палуб, круговой открытый променад, панорамные лифты, театр, концертный зал, казино, аквапарк, несколько бассейнов, спа-центр, аттракционы и симуляторы, около десятка ресторанов и кафе, до двух десятков баров и лаунджей, другие общественные места для развлечений, отдыха, спорта и шоппинга.
Суда имеют дизель-электрическую движительную систему с четырьмя двигателями Wärtsilä, под управлением GE Marine. Движение корабля осуществляется за счет двух винтов, каждый из которых приводится в движение электродвигателем мощностью 20 мегаватт (27 000 л.с.); четыре передних и три кормовых маневровых двигателя мощностью 3,1 мегаватта (4200 л.с.). Система обеспечивает максимальную скорость судна 21,3 узла.